# Psicologia do consumo de carne
A psicologia do consumo de carne é uma área de estudo que busca iluminar a confluência de moralidade, emoções, cognição e características de personalidade no fenómeno do consumo de carne. A investigação sobre os fatores psicológicos e culturais do consumo de carne sugere correlações com a masculinidade, o apoio aos valores hierárquicos e a redução da abertura à experiência. Como o consumo de carne é amplamente praticado, mas às vezes é associado à ambivalência, ele tem sido usado como um estudo de caso em psicologia moral para ilustrar teorias de dissonância cognitiva e desobrigação moral. A investigação sobre a psicologia do consumidor de carne é relevante para o marketing da indústria da carne, bem como para os defensores da redução do consumo de carne.

## Psicologia do consumidor

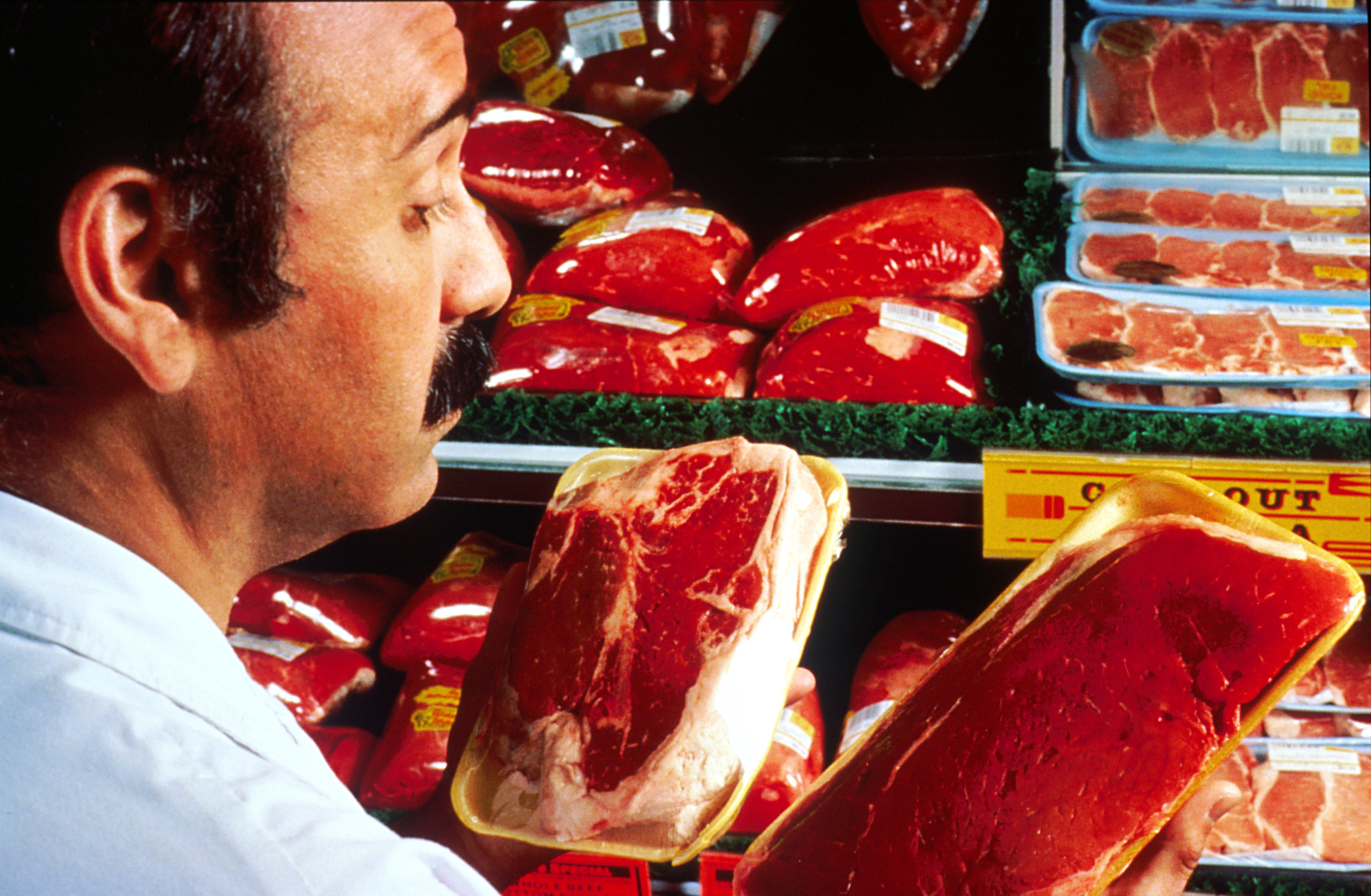
Muitos fatores afetam as escolhas do consumidor sobre carne, incluindo preço, aparência e informações de origem

A carne é um alimento humano importante e muito preferido. As atitudes dos indivíduos em relação à carne são do interesse dos psicólogos do consumidor, da indústria da carne e dos defensores da redução do consumo de carne. Estas atitudes podem ser afetadas por questões de preço, saúde, sabor e ética. A perceção da carne em relação a estas questões afeta o consumo de carne.
A carne é tradicionalmente um alimento de alto estatuto. Pode estar associada a tradições culturais, e tem fortes associações positivas na maior parte do mundo; no entanto, às vezes tem uma imagem negativa entre os consumidores, em parte devido às suas associações com matança, morte e sangue. Manter estas associações mais fortemente pode diminuir os sentimentos de prazer ao comer carne e aumentar o desgosto, levando à redução do consumo de carne. No Ocidente, verificou-se que estes efeitos são particularmente verdadeiros entre as mulheres jovens. As associações negativas podem apenas levar os consumidores a tornar a carne menos visível nas suas dietas, em vez de a reduzir ou eliminar, por exemplo, tornando a carne um ingrediente num prato mais processado.
Foi relatado que as atitudes implícitas em relação à carne variam significativamente entre omnívoros e vegetarianos, com os omnívoros a terem opiniões muito mais positivas. Os vegetarianos podem expressar repulsa ou nostalgia ao pensar em comer carne. O comportamento do consumidor em relação à carne pode ser modelado pela distinção dos efeitos de fatores intrínsecos (propriedades do próprio produto físico, como a cor) e fatores extrínsecos (tudo o resto, incluindo preço e marca).

## Masculinidade

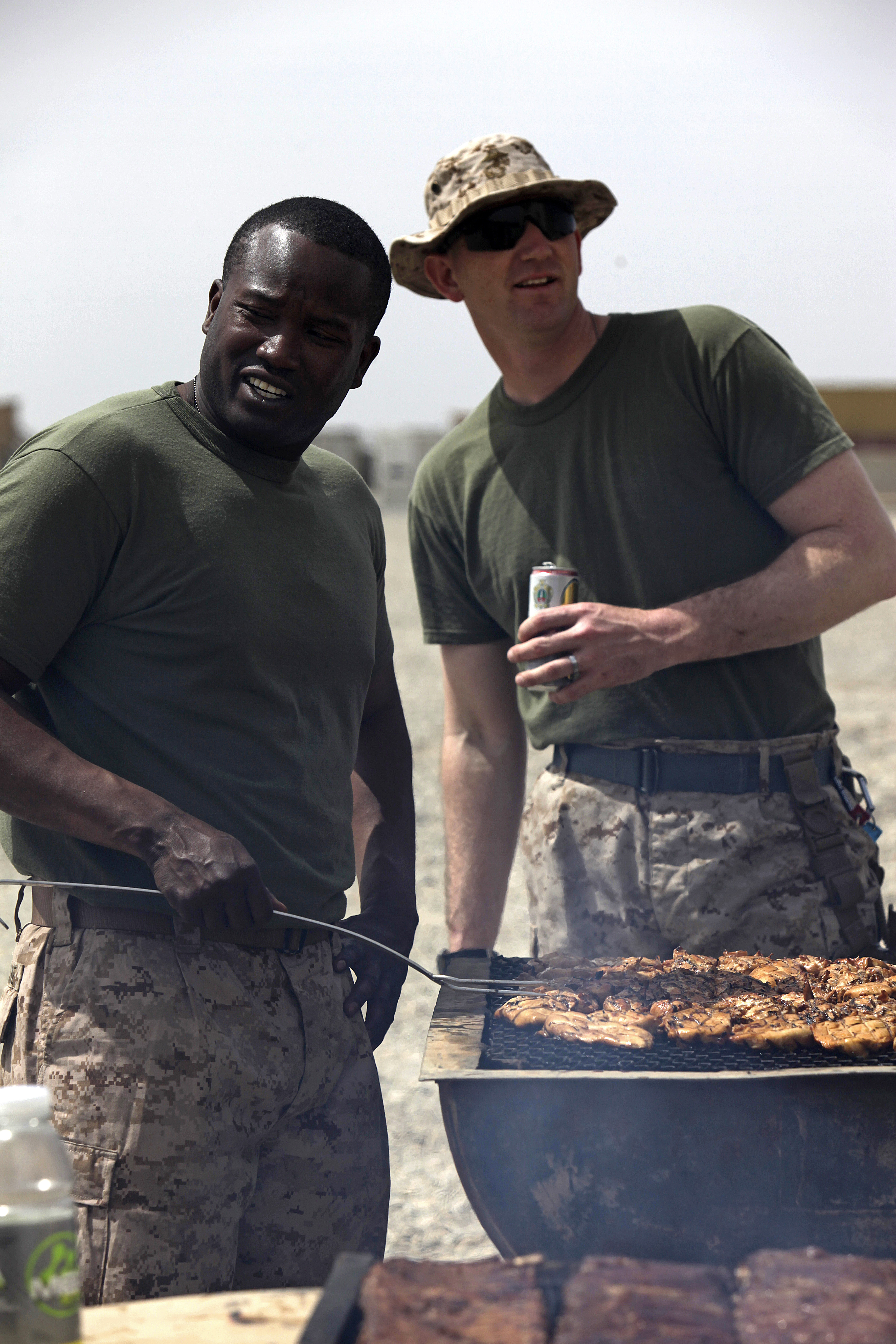
Nas tradições e estereótipos ocidentais, os churrascos de carne têm uma ligação particularmente forte com a masculinidade.

Desde a década de 2010, uma quantidade considerável de investigação em psicologia social investigou a relevância do consumo de carne para as perceções de masculinidade.
Os participantes de uma série de estudos de 2012 classificaram os músculos dos mamíferos, como bifes e hambúrgueres, como mais "masculinos" do que outros alimentos, e responderam mais rapidamente num teste de associação implícita quando palavras relacionadas à carne foram pareadas com nomes tipicamente masculinos do que com nomes femininos. Num estudo diferente, as perceções de masculinidade entre uma amostra de estudantes universitários americanos foram positivamente associadas ao consumo de carne bovina dos alvos e negativamente associadas ao vegetarianismo. Um estudo canadiano de 2011 descobriu que tanto os omnívoros quanto os vegetarianos percebiam os vegetarianos como menos masculinos.
As associações culturais entre carne e masculinidade refletem-se nas atitudes e escolhas dos indivíduos. Nas sociedades ocidentais, as mulheres comem significativamente menos carne do que os homens, em média, e são mais propensas a serem vegetarianas. As mulheres também são mais propensas do que os homens a evitar a carne por razões éticas. Uma revisão de 2016 concluiu que os homens alemães comem mais carne do que as mulheres, associando a discrepância à descoberta de que a carne na cultura ocidental tem ligações simbólicas à força e ao poder, que estão associados aos papéis de género masculino.
Estudos também examinaram o consumo de carne no contexto de tentativas de gerir as impressões dos outros sobre o consumidor, descobrindo que os homens cuja masculinidade tinha sido desafiada escolheram comer mais pizza de carne em vez de pizza de vegetais. Estes resultados indicam que é possível que as escolhas alimentares influenciem as perceções da masculinidade ou feminilidade do consumidor, com a carne fortemente correlacionada com a masculinidade percebida. Foi sugerido que o consumo de carne faz com que os homens se sintam mais masculinos, mas ainda não está claro se é este o caso e como isto pode ser afetado pelo contexto social.

### Artigos de revisão
- Amiot, Catherine E.; Bastian, Brock (2015). «Toward a psychology of human-animal relations». Psychological Bulletin. 141 (1): 6–47. PMID 25365760. doi:10.1037/a0038147
- Blidaru, Ligia; Opre, Adrian (2015). «The Moralization of Eating Behavior. Gendered Cognitive and Behavioral Strategies». Procedia - Social and Behavioral Sciences. 187: 547–552. doi:10.1016/j.sbspro.2015.03.102
- Büning-Fesel, Margareta; Rückert-John, Jana (2016). «Warum essen Männer wie sie essen?». Bundesgesundheitsblatt - Gesundheitsforschung - Gesundheitsschutz (em alemão). 59 (8): 1–7. PMID 27334501. doi:10.1007/s00103-016-2379-7
- Leroy, Frédéric; Praet, Istvan (2015). «Meat traditions. The co-evolution of humans and meat». Appetite. 90: 200–211. PMID 25794684. doi:10.1016/j.appet.2015.03.014
- Loughnan, S.; Bastian, B.; Haslam, N. (2014). «The Psychology of Eating Animals». Current Directions in Psychological Science. 23 (2): 104–108. doi:10.1177/0963721414525781
- Plous, Scott (1993). «Psychological Mechanisms in the Human Use of Animals». The Society for the Psychological Study of Social Issues. 49 (1): 11–52. doi:10.1111/j.1540-4560.1993.tb00907.x
- Ruby, Matthew B. (2012). «Vegetarianism. A blossoming field of study» (PDF). Appetite. 58 (1): 141–150. PMID 22001025. doi:10.1016/j.appet.2011.09.019
- Vanhonacker, Filiep; Verbeke, Wim (2013). «Public and Consumer Policies for Higher Welfare Food Products: Challenges and Opportunities». Journal of Agricultural and Environmental Ethics. 27 (1): 153–171. doi:10.1007/s10806-013-9479-2
- Vartanian, Lenny R. (2015). «Impression management and food intake» (PDF). Appetite. 86: 74–80. PMID 25149198. doi:10.1016/j.appet.2014.08.021

### Artigos de investigação
- Bilewicz, Michal; Imhoff, Roland; Drogosz, Marek (2011). «The humanity of what we eat: Conceptions of human uniqueness among vegetarians and omnivores» (PDF). European Journal of Social Psychology. 41 (2): 201–209. doi:10.1002/ejsp.766
- Bratanova, Boyka; Bastian, Brock; Loughnan, Steve;  et al. (2011). «The effect of categorization as food on the perceived moral standing of animals». Appetite. 57 (1): 193–196. PMID 21569805. doi:10.1016/j.appet.2011.04.020
- Eastwood, Pamela Janet (1995). «Farm animal welfare, Europe and the meat manufacturer». British Food Journal. 97 (9): 4–11. doi:10.1108/00070709510100127
- Hoogland, Carolien T.; de Boer, Joop; Boersema, Jan J. (2005). «Transparency of the meat chain in the light of food culture and history». Appetite. 45 (1): 15–23. PMID 15949870. doi:10.1016/j.appet.2005.01.010
- Kubberød, Elin;  et al. (2002). «Gender specific preferences and attitudes towards meat». Food Quality and Preference. 13 (5): 285–294. doi:10.1016/S0950-3293(02)00041-1
- Kunst, Jonas R.; Hohle, Sigrid M. (2016). «Meat eaters by dissociation: How we present, prepare and talk about meat increases willingness to eat meat by reducing empathy and disgust». Appetite. 105: 758–774. ISSN 0195-6663. PMID 27405101. doi:10.1016/j.appet.2016.07.009
- Loughnan, Steve; Haslam, Nick; Bastian, Brock;  et al. (2010). «The role of meat consumption in the denial of moral status and mind to meat animals». Appetite. 55 (1): 156–159. PMID 20488214. doi:10.1016/j.appet.2010.05.043
- Perez, Catalina; de Castro, Rodolfo; Font i Furnols, Maria (2009). «The pork industry: a supply chain perspective». British Food Journal. 111 (3): 257–274. doi:10.1108/00070700910941462
- Phan-Huy, Sibyl Anwander; Fawaz, Ruth Badertscher (2003). «Swiss market for meat from animal-friendly production - responses of public and private actors in Switzerland». Journal of Agricultural and Environmental Ethics. 16 (2): 119–136. Bibcode:2003JAEE...16..119P. doi:10.1023/a:1022992200547
- Rothgerber, Hank (2013). «Real men don't eat (vegetable) quiche: Masculinity and the justification of meat consumption.» (PDF). Psychology of Men & Masculinity. 14 (4): 363–375. doi:10.1037/a0030379
- Rozin, Paul; Hormes, Julia M.; Faith, Myles S.; Wansink, Brian (2012). «Is Meat Male? A Quantitative Multimethod Framework to Establish Metaphoric Relationships» (PDF). Journal of Consumer Research. 39 (3): 629–643. doi:10.1086/664970
- Ruby, Matthew B.; Heine, Steven J. (2011). «Meat, morals, and masculinity» (PDF). Appetite. 56 (2): 447–450. PMID 21256169. doi:10.1016/j.appet.2011.01.018
- Ruby, Matthew B.; Heine, Steven J. (março de 2012). «Too close to home. Factors predicting meat avoidance» (PDF). Appetite. 59 (1): 47–52. PMID 22465239. doi:10.1016/j.appet.2012.03.020
- Serpell, James A. (2009). «Having Our Dogs and Eating Them Too: Why Animals Are a Social Issue». Journal of Social Issues. 65 (3): 633–644. doi:10.1111/j.1540-4560.2009.01617.x
- Te Velde, Hein; Aarts, Noelle; Van Woerkum, Cees (2002). «Dealing with Ambivalence: Farmers' and Consumers' Perceptions of Animal Welfare in Livestock Breeding». Journal of Agricultural and Environmental Ethics. 15 (2): 203–219. Bibcode:2002JAEE...15..203T. doi:10.1023/a:1015012403331
- Vaes, Jeroen; Paladino, Paola; Puvia, Elisa (2011). «Are sexualized women complete human beings? Why men and women dehumanize sexually objectified women». European Journal of Social Psychology. 41 (6): 774–785. doi:10.1002/ejsp.824
- Waytz, Adam; Gray, Kurt; Epley, Nicholas; Wegner, Daniel M. (2010). «Causes and consequences of mind perception» (PDF). Trends in Cognitive Sciences. 14 (8): 383–388. PMID 20579932. doi:10.1016/j.tics.2010.05.006
- White, Katherine; Dahl, Darren W. (2006). «To Be or Not Be? The Influence of Dissociative Reference Groups on Consumer Preferences» (PDF). Journal of Consumer Psychology. 16 (4): 404–414. doi:10.1207/s15327663jcp1604_11

### Teses
Lipschitz, Lisa Jodi (2009). Being Manly Men: Conveying Masculinity Through Eating Behaviour (PDF) (M.A., Psychology)